# Luc Brocas
Pas d'image ? Cliquez ici

a Compétitions nationales et continentales officielles uniquement.

b Matchs officiels uniquement.
Dernière mise à jour le 8 février 2021.
Luc Brocas (en russe : Люк Брока), né le 23 septembre 2001, est un joueur franco-russe de rugby à XIII et de rugby à XV qui évolue au poste de centre.

## Biographie
Luc Brocas est binational franco-russe, de père français et de mère russe. Sa famille maternelle est originaire de Kostroma. Il commence le rugby au sein de l'US L'Isloise, où il joue de 2007 à 2013.
Il passe ensuite au rugby à XIII, et intègre l'équipe du FC Lézignan XIII. Il intègre l'équipe de France des moins de 16 ans en 2018, puis débute en 2019, à seulement 18 ans, en Élite 1. Il joue six matchs avec l'équipe première de Lézignan lors de la saison 2019-2020, et inscrit deux essais.
Mais à la fin de la saison 2019-2020, devant le manque d'opportunité en rugby à XIII, il décide de repasser à XV. Il intègre alors le centre de formation du RC Narbonne. Il est inclus dans un dispositif de double licence, étant ainsi prêté au Sporting Club Leucate Corbières Méditerranée XV, qui évolue en Fédérale 3.
Dans le même temps, son agent prend contact avec la Fédération russe de rugby à XV. Il participe ainsi avec la sélection russe à un stage en Turquie en octobre 2020. En fin d'année, il est titularisé au centre avec l'équipe russe lors d'un match face à une sélection des meilleurs joueurs du championnat de Russie. En février 2021, il est de nouveau appelé avec la Russie pour affronter la Géorgie lors d'un match en retard du championnat d'Europe 2020, et est titularisé au centre.
En 2022, non conservé par Narbonne après sa période espoir, il rejoint l'AS Bédarrides.

### En club
| Saison    | Club     | Compétition           | Matchs | Points | Essais | Goals | Drops |
| --------- | -------- | --------------------- | ------ | ------ | ------ | ----- | ----- |
| 2019-2020 | Lézignan | Championnat de France | 6      | 8      | 2      | -     | -     |